# Eduardo Novoa
Eduardo Novoa Barrientos (ur. 4 maja 1950) – chilijski judoka. Olimpijczyk z Los Angeles 1984, gdzie zajął dwunaste miejsce w wadze średniej.
Uczestnik mistrzostw świata w 1969 i 1971. Brązowy medalista igrzysk panamerykańskich w 1979, a także mistrzostw panamerykańskich w 1980 i 1982 roku.
Jego syn Felipe Novoa, także był judoką i olimpijczykiem z Pekinu 2008.

## Letnie Igrzyska Olimpijskie 1984
| Konkurencja | Eliminacje              | Eliminacje         | Klas. końcowa |
| Konkurencja | Przeciwnik I            | Przeciwnik II      | Miejsce       |
| ----------- | ----------------------- | ------------------ | ------------- |
| 86 kg       | Hussain Shareef (KUW) Z | Seiki Nose (JPN) P | 12.           |